# Oqil Oqilov
Oqil Ghaybulloyevich Oqilov (nacido el 2 de febrero de 1944), fue primer ministro de Tayikistán desde el 20 de diciembre de 1999 hasta el 23 de noviembre de 2013. Es miembro del Partido Democrático Popular de Tayikistán.ç